# Оконі (Іллінойс)
Оконі (англ. Oconee) — селище (англ. village) в США, в окрузі Шелбі штату Іллінойс. Населення — 141 особа (2020).

## Географія
Оконі розташоване за координатами 39°17′11″ пн. ш. 89°6′24″ зх. д. / 39.28639° пн. ш. 89.10667° зх. д. (39.286306, -89.106610).  За даними Бюро перепису населення США в 2010 році селище мало площу 0,92 км², уся площа — суходіл.

## Демографія
Згідно з переписом 2010 року, у селищі мешкало 180 осіб у 70 домогосподарствах у складі 51 родини. Густота населення становила 195 осіб/км².  Було 77 помешкань (84/км²).
Расовий склад населення:
| - 98,9 % — білих - 0,6 % — азіатів |

До двох чи більше рас належало 0,6 %. Частка іспаномовних становила 0,0 % від усіх жителів.
За віковим діапазоном населення розподілялося таким чином: 32,2 % — особи молодші 18 років, 52,8 % — особи у віці 18—64 років, 15,0 % — особи у віці 65 років та старші. Медіана віку мешканця становила 33,3 року. На 100 осіб жіночої статі у селищі припадало 93,5 чоловіків;  на 100 жінок у віці від 18 років та старших — 110,3 чоловіків також старших 18 років.
Середній дохід на одне домашнє господарство  становив 43 614 долари США (медіана — 42 000), а середній дохід на одну сім'ю — 53 847 доларів (медіана — 53 750). Медіана доходів становила 34 688 доларів для чоловіків та 21 563 долари для жінок. За межею бідності перебувало 15,6 % осіб, у тому числі 17,5 % дітей у віці до 18 років та 28,6 % осіб у віці 65 років та старших.
Цивільне працевлаштоване населення становило 81 осіб. Основні галузі зайнятості: освіта, охорона здоров'я та соціальна допомога — 23,5 %, виробництво — 16,0 %, роздрібна торгівля — 11,1 %, будівництво — 8,6 %.